# Marchenoir
Marchenoir é uma comuna francesa na região administrativa do Centro, no departamento Loir-et-Cher. Estende-se por uma área de 9,36 km². Em 2010 a comuna tinha 680 habitantes (densidade: 72,6 hab./km²).